# Mario Guadarrama
Mario Guadarrama oder Mauro Guadarrama war ein mexikanischer Fußballspieler auf der Position eines Stürmers.

## Leben
Der in dem Buch Los Once Hermanos – El Campeonísimo Necaxa des mexikanischen Fußballhistorikers Carlos Calderón Cardoso als Mario Guadarrama beschriebene Spieler, der in einigen Datenbanken auch als Mauro Guadarrama geführt wird, spielte in der Saison 1920/21 bei Amicale Française und 1922/23 bei Tranvías, einem der zwei Vorgängervereine des 1923 durch die Fusion mit Luz y Fuerza entstandenen Club Necaxa, für den Guadarrama in der Saison 1923/24 spielte und den ersten Treffer des noch jungen Vereins in der Primera Fuerza erzielte. Am Ende derselben Spielzeit war Guadarrama mit 8 Treffern auch Torschützenkönig der Liga.
Ebenfalls im Jahr 1923 bestritt Guadarrama die ersten drei offiziellen Länderspiele der mexikanischen Nationalmannschaft im Dezember gegen den südlichen Nachbarn Guatemala. Im allerersten Spiel am 9. Dezember 1923 gelang ihm auch das erste offizielle Länderspieltor Mexikos zur 1:0-Führung in der 42. Minute beim 2:1-Auftaktsieg gegen Guatemala.